# معجم أعلام القبائل العربية بالأندلس
معجم أعلام القبائل العربية بالأندلس، هو كتاب في التاريخ من تأليف محمد جمعة عبد الهادي، والكتاب يؤرخ للقبائل العربية بالأندلس، والحياة العلمية، ودور القبائل فيها.

## أهمية المعجم
تتجلى أهمية المعجم حول دراسة «دور القبيلة في الحياة العلمية بالأندلس»؛ لما ظهر منها على مسرح الحياة العلمية بالأندلس من العلماء النجباء في مختلف العلوم: النقلية والعقلية؛ ونحسب أن القبيلة قدمت صورة تاريخية واضحة وجليلة عن الحياة العلمية بالأندلس على امتداد تاريخ الإسلام بها؛ لعبت فيها دورًا علميًا جليلا وبارزًا، يستحق الذكر والتقدير؛ حيث أصبحت الأندلس عقب فتح المسلمين لها تضم عناصر سكانية مختلفة المشارب، وأجناسًا بشرَيّة متباينة الثقافات، وباجتماع هؤلاء كلهم تحت راية الإسلام تكونت على أيديهم حضارة إسلامية مجيدة، وقد مثل العنصر العربي أهم سكان مجتمع الأندلس، وأبرز عناصره، حيث كان العنصر القائد والمسيطر على هذه البلاد منذ البداية.
ولا شك أن تاريخ الأندلُس يُمثل حلقة فريدة، وقيمَة كُبرى لدى الباحثين في التاريخ الإسلامي؛ إذ هي أول دخول للعرب إلى القارة الأوروبية. و«لمّا استقر قدم أهل الإسلام بالأندلس وتتامَّ فتحُها، صرف أهل الشام وغيرهم من العرب هممهم إلى الحلول بها، فنزل بها من العرب وساداتهم جماعة أورثوها أعقابهم إلى أن كان من أمرهم ما كان».
من هنا انطلقت بفضل الله وبرحمته وتوفيقه وسداده إلى جمع أعلام القبائل العربية بالأندلس، وترتيبهم وفق أنسابهم في معجم تحت عنوان: «معجم أعلام القبائل العربية بالأندلس: يبحث في دورهم في الحياة العلمية» (صدر عن دار الآفاق العربية في ثلاثة أجزاء، 2017م) أقدمه للمكتبة العربية عامة وطلبة الدراسات العليا بالجامعات العربية والإسلامية والباحثين كافة في أرجاء المعمورة، وأدعو الله أن ينفع به وينفع بنا، والحمد لله.

## أهداف المعجم
أما أهداف المعجم؛ فتمثل دراسة دور القبائل العربية في الحياة العلمية بالأندلس محاولة للتعرف على مآرب علماء هذه القبائل في شتى العلوم، فما أحوجنا إلى الوقوف مليًا عند أعلام القبائل العربية بالأندلس، واستقراء أعمالهم العلمية الدقيق منها والجليل، إذ أننا حين نفعل ذلك سيتوفر لدينا سجلا متراكمًا من الحقائق عن التاريخ العلمي بالأندلس من ناحية وعن هذه القبائل ودورها البارز في الحياة العلمية بالأندلس من ناحية أخرى؛ فهنالك العديد من مشاهير علماء هذه القبائل الذين اعتنوا بالعلم، وأحسنوا تقييده، وأخذ الناس عنهم، وذاع صيتهم وعلمهم في مدن الأندلس، وازدهرت على أيديهم الحياة العلمية، لذا أخذنا على عاتقنا توضيح أهمية وقيمة دراسة دور هذه القبائل في الحياة العلمية بالأندلس في العلوم النقلية والعقلية.
لقد كان لتميز عرب الأندلس بالقبائل والعمائر والبطون والأفخاذ أثره الجليل في تكون كُبرى بيوتات العلم بالأندلس، والتي نبغ فيها العديد من أعلام المقرئين والمحدثين والفقهاء، والأدباء والشعراء والأطباء، وغيرهم من أهل العلوم النقلية والعقلية؛ فمثلت دراسة دورهم في الحياة العلمية بالأندلس أهمية خاصة، لِما كانت تقدمه هذه القبائل من إسهامات علمية جليلة في مختلف العلوم عن طريق العلماء المنتسبين إليها وبيوتات العلم فيها.
ولكن على الرغم من تميز عرب الأندلس بالقبائل والعمائر والبطون والأفخاذ–كما ذكرنا- إلا أن دورهم بالأندلس أظهره كثير من الباحثين في الجانب السياسي دونما أن تحفل الدراسات التاريخية بدراسة الجانب الثقافي والدور العلمي للقبائل العربية بالأندلس من خلال العلماء المنتسبين إليها.وبناء على ذلك فقد تتجلى قيمة بحثدور القبائل في الحياة العلمية بالأندلس، وبشكل خاصفي الفترة الممتدة من القرن الثالث الهجري إلى القرن السابع الهجري".
إن الدوافع هي ندرة الدراسات التاريخية التي اعتنت بإبراز الدور العلمي والثقافي للقبائل العربية بالأندلس في ضوء الأعلام المنتسبين إليها؛ ولازالت هنالك محاولات لتقديم دراسة تاريخية منهجية عن دور إحدى القبائل العربية في الحياة العلمية بالأندلس في ضوء العلماء المنتسبين إليها؛ كما فعلت باختيار قبيلة لَّخْم بالأندلس، وذلك يجب أن يكون وفق ضوابط.
ولقد وفرت على الباحث أن يختار القبيلة المراد بحث دورها بالأندلس من خلال الاطلاع على تراجم علمائها بالمصادر والمراجع المختلفة، واستقراء دورهم العلمي الدقيق منه والجليل، مع الوقوف على إنتاجهم العلمي من المؤلفات في ضوء الببليوجرافيا وفهارس الكتب للتأكد من عظمة دورهم العلمي، حتى يقرر بالنتيجة أن الاختيار جاء مناسبًا وطيبًا، كما يقرر أن دورهم العلمي جاء وفق ضوابط ثلاثة وهي مراتب يحددها الباحث منذ البداية لأجل الإقبال على عمل الدراسة، وهذه الضوابط:
1. طلب العلم،
2. تدريس العلم والعناية بأهم مؤلفاته
3. التأليف في هذا العلم.

كما عليه التأكد من تنوع اهتمامات علماء القبيلة بالعلوم النقلية والعقلية، ليكون حافزًا للقدوم على دراسة دور هذه القبيلة في الحياة العلمية بالأندلس؛ حيث يقرر بإن تراثهم العلمي جاء بارزًا، مما يُتيح فرصة تقييم هذا الدور في ضوء إنتاجهم العلمي من المؤلفات.
وينبغي بحث المكانة السياسية والاجتماعية لهذه القبيلة؛ فسياسيًا يبحث في درو القبيلة منذ الفتح الإسلامي لها، مرورا بعصر الولاة على الأندلس. أما اجتماعيًا وعلميًا: فينبغي عليه –في ضوء منهج الإحصاء التاريخي- أن يعطي تقريرًا مفضلا عن تكون البيوتات العلمية في هذه القبيلة؛ حيث أن علمائها ما بين منتسبين إلى القبيلة بشكل عام، وآخرين فيها تجمعهم بيوتات العلم والجلالة والرياسة. بالإضافة إلى تجلي أثر انتشار علمائها بالعديد من مدن الأندلس في الكشف عن دورهم العلمي بالأندلس ومدنها التي انتشروا فيها، وبيان إسهاماتهم العلمية العظيمة.
أما حدود الدراسة فهي تشتمل على عنصري المكان والزمان، أما المكان فهو الأندلس. أما الزمان فهو يتحدد بناءًا على ما تم جمعه وترتيبه من تراجم العلماء المنتسبين للقبيلة بالأندلس فيما ذكرته المصادر، وحينما يتم ترتيب هؤلاء الأعلام وفق تاريخ الوفاة ستتحدد الفترة الزمنية.

## دراسة المعجم
وعلى الباحث أن يدرك أن الدراسة يجب أن تقدم الإجابة على السؤال الأساسي المُتجلي من عنوان الموضوع، وهو: "ما هو دور قبيلة «كذا» في الحياة العلمية بالأندلس في الفترة الزمنية التي وقف عليها، وتحت هذا السؤال الأساسي تأتي التساؤلات التالية:-
أولا: ما هي البيوتات العلمية في القبيلة، وما هي مكانتها، وما هي الصلات العلمية البارزة داخل هذه البيوتات؟ وما هي صلاتهم العلمية بعلماء الأندلس أيضًا؟
ثانيًا: ما هي الإسهامات العلمية للقبيلة في العلوم الدينية: علوم القرآن، علوم الحديث، علوم الفقه؟ وما هو دور علمائها نحو هذا الحقل من العلوم، سواء ما يتعلق بالتدريس، أو المؤلفات العلمية التي اعتنوا بها في هذه العلوم، وهل لعلماء القبيلة مؤلفات علمية في حقل العلوم الدينية؟
ثالثًا: ما هي الإسهامات العلمية للقبيلة في العلوم اللسانية: اللغة والنحو والأدب والشعر؟ وما مظاهر عناية علماء هذه القبيلة بهذه العلوم؟ وهل قاموا على تدريسها؟ وما هي المؤلفات العلمية التي اعتنوا بها في هذا الحقل؟ وهل لهم مؤلفات علمية فيه؟ وهل كانت لهم دواوين شعرَيّة؟
رابعًا: ما هي الاسهامات العلمية للقبيلة في العلوم التطبيقية: الطب، الفلاحة، الفلك ..؟ فهل لهم علماء بارزين في هذا الحقل؛ فمن هم، وما هو دورهم، وهل لهم مؤلفات في هذا الحقل؟
خامسًا: ما هي الاسهامات العلمية للقبيلة في العلوم الإنسانية: التاريخ والأنساب ...؟ وما هو دور علماء هذه القبيلة في هذه العلوم، وما هي مدى عنايتهم بها، وهل لهم مؤلفات فيها؟ وهل لاقت عنايتهم بها نفس مقدار عنايتهم بالعلوم الدينية؟
هذه خمس نقاط تجمع تساؤلات متفرعة عن السؤال الأساسي وهو: دور قبيلة «كذا» في الحياة العلمية بالأندلس، وأن تحاول الدراسة الإجابة على هذه التساؤلات بشكل تاريخي ومنهجي في ضوء العرض والتحليل.

## منهج الدراسة
أما منهج الدراسة؛ فيعتمد الباحث على المنهج التاريخي في العرض والتحليل لدور القبيلة في الحياة العلمية بالأندلس بتتبع أعلامها أينما وجدوا بالأندلس، والوقوف على كل كلمة وردت عنهم بالمصادر والمراجع بالدرس والفحص والتحليل، مع توظيفها في موضعها المناسب بخطة الدراسة، في ضوء النقاط التالية:-
أولا: العرض والتحليل: يعتمد الباحث في الدراسة على المنهج التاريخي في العرض والتحليل لدور القبيلة في الحياة العلمية بالأندلس في ضوء العلماء المنتسبين إليها؛ وذلك بإبراز هذا الدور العلمي وفق ضوابط ثلاثة: المرتبة الأولى: طلب العلم، المرتبة الثانية: تدريس العلم والعناية بالمؤلفات العلمية التي تتعلق بأي حقل من حقول هذا العلم، المرتبة الثالثة: التأليف في هذا العلم، وأحسب أنه بهذه المراتب الثلاثة سيتم بناء الدراسة مع تأسيسها وتأصيلها بالبحث في بيوتات العلم داخل هذه القبيلة مع تناول الصلات العلمية بين علمائها، فضلا عن وضع الإحصائيات والجداول والمشجرات التي تعين على إبراز ذلك الجانب.
ثانيًا: التزام الشكل: والمراد بذلك تقسيمات الدراسة، بحيث تكون في شكل: الفصل والمبحث والمطلب، وأحسب أن الشكل قد يتحقق في هذه الدراسة أيضًا، مع عدم وضع مسميات (المبحث والمطلب). أما «المبحث»: فقد يستعاض عنه بوضع «أولا»، «ثانيًا»، «ثالثًا». وبالنسبة لـ «المطلب» فقد يستعاض عنه بوضع الأرقام: 1-، 2-، 3- تحت: أولا، وثانيًا ... الخ.
ثالثًا: الإحالات والتوثيق: يرتبت الباحثذكر المصادر حين توثيقها في الهامشوفق تاريخ وفاة المؤلف؛ ويذكر بجانب اسم المؤلف تاريخ وفاته بالسنة الهجرَيّة بالشكل: (ت .. هـ)، مع الاعتناء مع ذكر رقم الجزء والصفحة بذكر رقم ترجمة العالم التي ذُكرت في المصدر بقدر المستطاع، حتى إذا ما تم الرجوع إليه كان سهلا ميسورًا، ويذكرها في نهاية التوثيق بعد ذكر الجزء والصفحة، بالشكل: (ترجمة رقم [الرقم])، وجدير بالذكر هنا التنبيه على أهمية ذلك في مراجعة التوثيق والنقول بشكل طيب حتى يخرج بهذا المنهج الجليل.
رابعًا: الترجمة للعلماء في متن بحث الرسالة: فعلى الباحث حينما يذكر العالم في متن بحث الرسالة، أن يذكر له لقبه وكنيته، ثم اسمه مُلحقًا بتاريخي ميلاده ووفاته بين قوسين، وإذا ما لم يعثر على أي من التاريخين وضع فراغًا على شكل نقط، لتُعني أنه لم يقف على ذلك؛ فبعض العلماء قد يرد عنهم تاريخ الميلاد فقط أو تاريخ الوفاة؛ التاريخ الأكثر ذكرًا على العموم، وهنالك البعض الآخر من العلماء قد يُرجح لهم تاريخ الوفاة بذكر كلمة «نحو» قبل تاريخ الوفاة بقول المُترجم نفسه «توفي نحو كذا»، وهنالك من العلماء من يذكر له تاريخ الوفاة ترجيحًا بذكر كلمة «بعد [التاريخ]»، وهؤلاء هم الذين لم يذكر المُترجم لهم تاريخ وفاة، بينما ذكر تاريخًا لسماع العالم أو إجازته أو رحلته فيجعله قد توفي بعد هذا التاريخ.
كما يحاول الباحث قدر المستطاع أن يتناول العلماء وفق تاريخ وفاتهم تحت المطلب الواحد، فيتجلى دورهم العلمي وفق العصور التاريخية، فينبه على ذلك بذكر العصر، وهذا من جانب، ومن جانب آخر ينبه على موطنهم، وقد يجمع علماء القبيلة تحت الموطن الواحد، فيقول -مثلا-: (علماء قُرْطُبة اللَّخْميين)، أو (علماء إِشْبِيلِيَة اللَّخْميين) تعظيمًا لدورهم ولموطنهم، وهكذا قاصدًا بهم العلماء اللَّخْميين في قُرْطُبة أو إِشْبِيلِيَة.
خامسًا: المؤلفات العلمية لعلماء القبيلة والمؤلفات التي اعتنوا بروايتها بالأندلس: حينما يناول الباحث مؤلفات علماء القبيلة في علم من العلوم، فعليه أنيذكر العالم وعنوان كتابه الذي ألفه، ويوثق ذكره من المصادر والمراجع المختلفة –قدر المستطاع- وإذا توفر من الكتاب نسخ مخطوطة يُشر إليها بذكر رقمها ومكان حفظها في الهامش، وإذا كان مطبوعًا ذكر ذلك أيضًا، مع تفاصيل نشره، وإذا كان هنالك إشكال حول عنوان الكتاب أو نسبته إلى مؤلفه نبه عليه في الهامش أحيانًا وفي متن بحث الرسالة أحيانًا أخرى وفق ما يقتضيه الحال، وإذا وردت فائدة أو أهمية عن الكتاب بإحدى المصادر أو المراجع ذكرها في متن بحث الرسالة، وإذا لم يجد ذلك بحث عن فوائده من مقدمة تحقيق الكتاب نفسه فأوردها ليدلل باختصار على أهمية وقيمة الكتاب الذي ألفه العالم، وكل ذلك باختصار دونما إسهاب، وبعض الحالات عليه أن يحبذ الاقتصار على ذكر العنوان فقط إذا وضح موضوعه.
سادسًا: ترتيب وتقسيم العلوم في بحث الرسالة: وهذه العلوم في عمومها يمكن ترتيبها: فصل العلوم الدينية، وفصل العلوم اللسانية، وفصل العلوم الإنسانية، فصل العلوم التطبيقية.
(6)
والباحث يمكنه تقسيم الدراسة إلى تمهيد، وفصول وخاتمة. ويتناول في التمهيد: «دخول القبيلة» المختارة«واستقرارها بالأندلس»، ويبحث أولا في دخول القبيلة إلى الأندلسمع التعريف بنسبها، ودورها في الفتح الإسلامي للأندلس، ثم يندلف للبحث عن مواضع استقرار علماء «القبيلة» بالأندلس وانتشارهم بها.وعليه أن يختصر فيه قدر المستطاع بالتقرير والإشارة دونما إسهاب.
ويخصص«الفصل الأول» لدراسة «البيوتات والصلات العلمية في القبيلة بالأندلس»، بدراسة مكانة البيوتات العلمية في هذه القبيلة وعوامل تكوينها، ثم الحديث عن أشهر هذه البيوتات وأجلها ثم البيوتات العلمية الأخرى للقبيلة بالمدن الأخرى، كما يناول الوظائف الدينية والإدارية التي تقلدها علماء هذه البيوتات بالأندلس، بما يدل على مكانتهم من جهة أخرى، ثم يتناول الصلات العلمية في هذه البيوتات بين علماء القبيلة بعضهم البعض، بين الأب والابن والعم وأبناء العم، ثم يندلف لبحث صلاتهم بعلماء الأندلس.أما «الفصل الثاني» فقد يفرده الباحث لدراسة «الإسهامات العلمية لعلماء القبيلة في العلوم الدينية»، ويبحث فيه عن إسهاماتهم في علوم القرآن، والحديث، والفقه، وقد يخصص لهذه العلوم فصلا مستقلا لاتساع جهودهم في هذا الحقل من العلوم حيث مثل العنصر الرئيسي من إسهاماتهم في الحياة العلمية بالأندلس.ويمكنه أن يتحدث في «الفصل الثالث» عن «الإسهامات العلمية لعلماء القبيلة في العلوم اللسانية»؛ فيتحدث أولا: عن دورهم في علوم اللغة والنحو، ثم يتحدث ثانيًا: عن دورهم في الأدب والشعر.ويخصص«الفصل الرابع» بدراسة «الإسهامات العلمية لعلماء القبيلة في العلوم الإنسانية والتطبيقية»؛ فيبحث أولا عن دورهم في العلوم الإنسانية كعلم التاريخ والأنساب وعلم التعبير (الرؤى)، ثم يتناول العلوم التطبيقية بتناول علم الطب والفلاحة والفلك.وفي «الخاتمة» يعرض أهم النتائج التي توصلت إليها الدراسة. ثم يضع «الملاحق»، ثم «مكتبة البحث»، والتي تضم القوائم:
1. قائمة المصادر العربية المخطوطة،
2. قائمة المصادر العربية المطبوعة،
3. قائمة المراجع العربية والمعربة،
4. قائمة الرسائل العلمية،
5. قائمة الدوريات والسلاسل العلمية،
6. قائمة المراجع الأجنبية.

إن دراسة دور القبائل العربية في الحياة العلمية بالأندلس محاولة للتعرف على مآرب علماء هذه القبائل في شتى العلوم، فما أحوجنا إلى الوقوف مليًا عند أعلام القبائل العربية بالأندلس، واستقراء أعمالهم العلمية الدقيق منها والجليل، إذ أننا حين نفعل ذلك سيتوفر لدينا سجلا متراكمًا من الحقائق عن التاريخ العلمي بالأندلس من ناحية وعن هذه القبائل ودورها البارز في الحياة العلمية بالأندلس من ناحية أخرى.